# フアン・グティエレス (野球)
フアン・カルロス・グティエレス・アコスタ（Juan Carlos Gutiérrez Acosta, 1983年7月14日 - ）は、ベネズエラ・アンソアテギ州プエルト・ラ・クルス出身の元プロ野球選手（投手）。右投右打。
アメリカ球界での登録名はJ.C.グティエレス。

## 経歴

### アストロズ時代
2000年12月14日にヒューストン・アストロズと契約。
2001年と2002年はルーキー級ベネズエラン・サマーリーグ・アストロズでプレー。
2003年はルーキー級マーティンスビル・アストロズで16試合に登板し、1勝2敗2セーブ、防御率4.76だった。
2004年はルーキー級グリーンビル・アストロズで13試合に登板し、8勝2敗、防御率3.70だった。オフの11月19日にアストロズとメジャー契約を結んだ。
2005年はA級レキシントン・レジェンズで22試合に登板し、9勝5敗、防御率3.21だった。8月にA+級セイラム・アバランシェへ昇格。3試合に登板し、1勝1敗、防御率3.00だった。
2006年はAA級コーパスクリスティ・フックスで20試合に登板し、8勝4敗、防御率3.04だった。
2007年3月1日にアストロズと1年契約に合意した。開幕をAAA級ラウンドロック・エクスプレスで迎え、8月17日にメジャーへ昇格。8月19日のサンディエゴ・パドレス戦でメジャーデビュー。8回裏から登板し、1回を無安打無失点1奪三振に抑えた。この年は7試合に登板し、1勝1敗、防御率5.91だった。

### ダイヤモンドバックス時代
2007年12月14日にホセ・バルベルデとのトレードで、クリス・バーク、チャド・クオルズと共にアリゾナ・ダイヤモンドバックスへ移籍した。
2008年はAAA級ツーソン・サイドワインダーズで25試合に登板し、5勝11敗、防御率6.09だった。
2009年は初の開幕ロースター入りを果たし、自己最多の65試合に登板。4勝3敗9セーブ、防御率4.06だった。
2010年も開幕ロースター入りし、58試合に登板。0勝6敗15セーブ、防御率5.08だった。
2011年も開幕ロースター入りしたが、5月25日に右肩の故障で15日間の故障者リスト入りした。8月11日に60日間の故障者リストへ異動し、8月27日に右肘の故障で残りのシーズンを全休することを発表。9月6日にトミー・ジョン手術を受け、残りの試合を欠場した。この年は20試合に登板し、防御率5.40だった。10月13日に放出された。

### ロイヤルズ時代
2011年12月13日にカンザスシティ・ロイヤルズとマイナー契約を結んだ。
2012年は前年の手術の影響で、7月からルーキー級アリゾナリーグ・ロイヤルズでプレー。4試合に登板し、0勝1敗、防御率17.36だった。7月中旬からAA級ノースウエストアーカンソー・ナチュラルズへ昇格。5試合に登板し、0勝0敗3セーブ、防御率9.00だった。オフの10月18日にロイヤルズとマイナー契約で再契約し、11月20日にロイヤルズとメジャー契約を結んだ。
2013年は開幕ロースター入りし、25試合に登板。0勝1敗、防御率3.38だった。7月14日にDFAとなった。

### エンゼルス時代
2013年7月24日にウェーバーでロサンゼルス・エンゼルス・オブ・アナハイムへ移籍した。移籍後は28試合に登板し、1勝4敗、防御率5.19だった。オフの12月2日にノンテンダーFAとなった。

### ジャイアンツ時代
2014年1月6日にサンフランシスコ・ジャイアンツとマイナー契約を結んだ3月29日にジャイアンツとメジャー契約を結び、開幕ロースター入りした。12月22日にジャイアンツとマイナー契約で再契約する。

### ジャイアンツ退団後
2015年6月1日に契約破棄条項を行使し自由契約となり、10日にフィラデルフィア・フィリーズとマイナー契約を結ぶ。8月3日に自由契約となり、11日にワシントン・ナショナルズとマイナー契約を結ぶ。
2016年2月22日にナショナルズとマイナー契約で再契約。6月27日に解雇となり、7月13日にメキシカンリーグのユカタン・ライオンズと契約。
2017年2月9日に解雇となり、5月2日にメキシカンリーグのサルティーヨ・サラペメーカーズと契約。

## 詳細情報

### 年度別投手成績
| 年 度    | 球 団    | 登 板 | 先 発 | 完 投 | 完 封 | 無 四 球 | 勝 利 | 敗 戦 | セ 丨 ブ | ホ 丨 ル ド | 勝 率 | 打 者 | 投 球 回 | 被 安 打 | 被 本 塁 打 | 与 四 球 | 敬 遠 | 与 死 球 | 奪 三 振 | 暴 投 | ボ 丨 ク | 失 点 | 自 責 点 | 防 御 率 | W H I P |
| -------- | -------- | ----- | ----- | ----- | ----- | -------- | ----- | ----- | -------- | ----------- | ----- | ----- | -------- | -------- | ----------- | -------- | ----- | -------- | -------- | ----- | -------- | ----- | -------- | -------- | ------- |
| 2007     | HOU      | 7     | 3     | 0     | 0     | 0        | 1     | 1     | 0        | 0           | .500  | 93    | 21.1     | 25       | 3           | 6        | 2     | 0        | 16       | 1     | 0        | 14    | 14       | 5.91     | 1.45    |
| 2009     | ARI      | 65    | 0     | 0     | 0     | 0        | 4     | 3     | 9        | 7           | .571  | 307   | 71.0     | 67       | 2           | 30       | 5     | 3        | 66       | 5     | 0        | 33    | 32       | 4.06     | 1.37    |
| 2010     | ARI      | 58    | 0     | 0     | 0     | 0        | 0     | 6     | 15       | 8           | .000  | 247   | 56.2     | 55       | 13          | 23       | 5     | 4        | 47       | 1     | 0        | 33    | 32       | 5.08     | 1.38    |
| 2011     | ARI      | 20    | 0     | 0     | 0     | 0        | 0     | 0     | 0        | 2           | ----  | 90    | 18.1     | 22       | 3           | 9        | 0     | 1        | 23       | 0     | 0        | 16    | 11       | 5.40     | 1.69    |
| 2013     | KC       | 25    | 0     | 0     | 0     | 0        | 0     | 1     | 0        | 2           | .000  | 120   | 29.1     | 30       | 2           | 8        | 1     | 1        | 17       | 1     | 0        | 13    | 11       | 3.38     | 1.30    |
| 2013     | LAA      | 28    | 0     | 0     | 0     | 0        | 1     | 4     | 0        | 2           | .200  | 116   | 26.0     | 26       | 3           | 12       | 1     | 0        | 28       | 2     | 0        | 16    | 15       | 5.19     | 1.46    |
| '13計    | LAA      | 53    | 0     | 0     | 0     | 0        | 1     | 5     | 0        | 4           | .167  | 236   | 55.1     | 56       | 5           | 20       | 2     | 1        | 45       | 3     | 0        | 29    | 26       | 4.23     | 1.37    |
| 2014     | SF       | 61    | 0     | 0     | 0     | 0        | 1     | 2     | 0        | 10          | .333  | 268   | 63.2     | 60       | 7           | 16       | 2     | 2        | 44       | 1     | 0        | 30    | 28       | 3.96     | 1.19    |
| MLB：6年 | MLB：6年 | 264   | 3     | 0     | 0     | 0        | 7     | 17    | 24       | 31          | .292  | 1241  | 286.1    | 285      | 33          | 104      | 16    | 11       | 241      | 11    | 0        | 155   | 143      | 4.49     | 1.36    |

- 2016年度シーズン終了時

### 背番号
- 71 (2007年)
- 58 (2009年 - 2011年)
- 27 (2013年)
- 38 (2013年)
- 57 (2014年)